# Каракур
Каракур (каз. Қарағұр, до 1999 г. — Энгельс) — село в Сузакском районе Туркестанской области Казахстана. Административный центр Каракурского сельского округа. Код КАТО — 515637100.

## Население
В 1999 году население села составляло 2105 человек (1071 мужчина и 1034 женщины). По данным переписи 2009 года, в селе проживало 2114 человек (1114 мужчин и 1000 женщин).